# Creme chantili

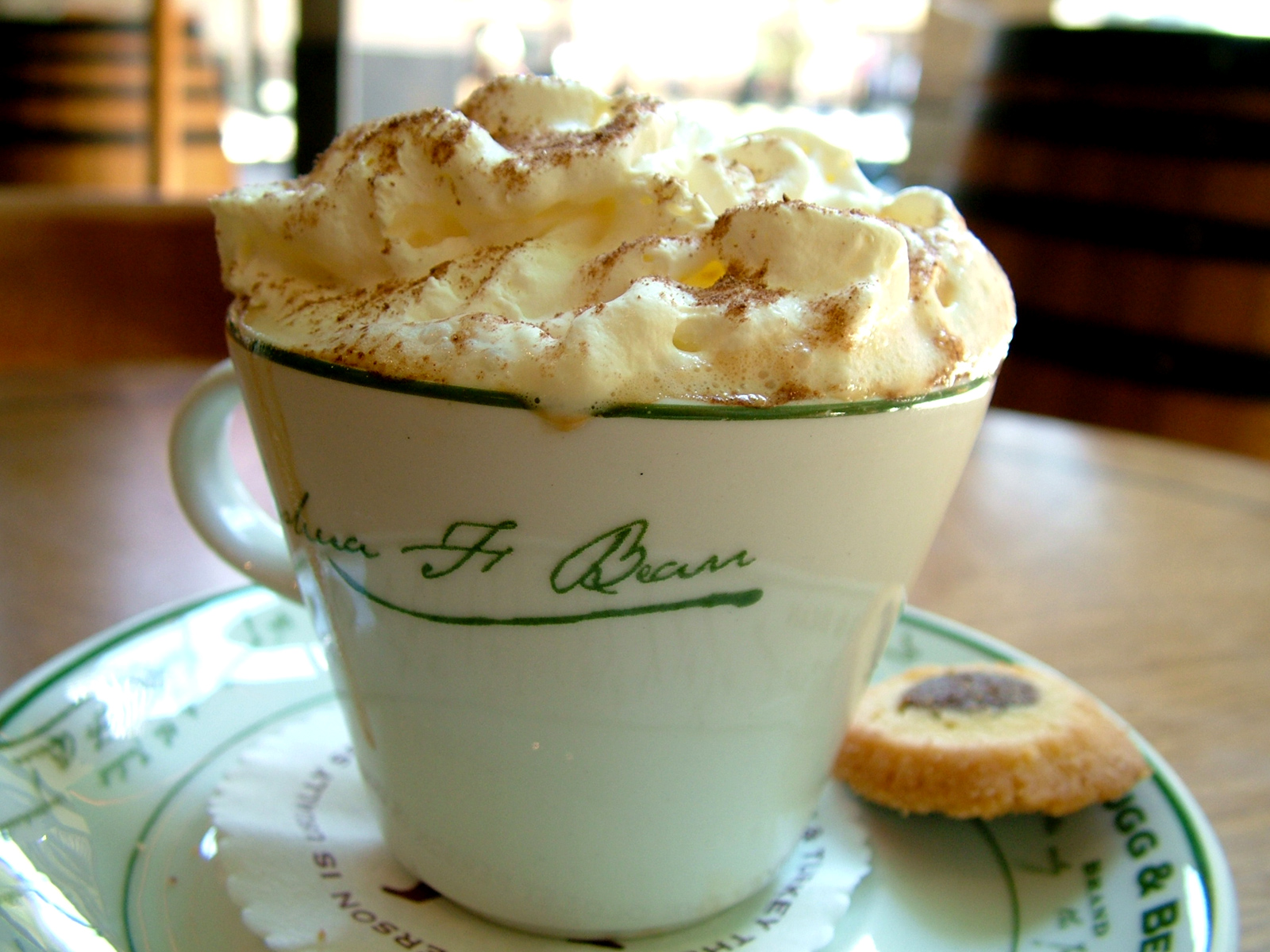
Café com chantili

O chantili ou chantilly (do francês chantilly) é um creme feito de creme de leite (nata) fresco, fortemente emulsionado, açucarado, podendo ter também um leve aroma de baunilha. Serve para ser recheio e cobertura de bolos, colocado em cafés, etc.
Antigamente, na época colonial, existia na França uma espécie de creme originado pelo leite (atualmente o creme de leite). Esse alimento era considerado "nobre" naquela época, mas seu preço não era um dos melhores, então François Vatel chef do Castelo de Chantilly, na França de Luís XIV, não se sabe se o inventou por intenção ou acaso, mas é certo que o leite daquela região era mais gordo, o que teria facilitado a descoberta, pois é necessário o mínimo de 35% de gordura para se obter o chantili. O mesmo criou um produto de origem vegetal semelhante a esse, mas sua composição permitiu a criação de um produto mais barato, mais resistente ao calor, que não solta soro, não amarela, que possuí uma vida útil muito maior e um ótimo sabor. No início havia certo preconceito ao creme vegetal decorrente do fato das pessoas confundirem este tipo de creme com o glacê produzido com banha ou posteriormente com gordura vegetal, não se colocava leite.